# Big Hits (High Tide and Green Grass)
Big Hits (High Tide and Green Grass) è la prima compilation del gruppo rock britannico Rolling Stones, pubblicata nel 1966.
Venne pubblicata con alcune variazioni nella scaletta dei brani negli Stati Uniti il 2 aprile 1966 e in Inghilterra il 4 novembre 1966.

## Tracce

### Versione USA
- Tutte le canzoni sono di Jagger/Richards, eccetto dove indicato.

1. (I Can't Get No) Satisfaction – 3:43
2. The Last Time – 3:40
3. As Tears Go By – 2:45 (Jagger, Richards, Oldham)
4. Time Is on My Side – 2:58 (Meade)
5. It's All Over Now – 3:26 (B. Womack, S. Womack)
6. Tell Me (You're Coming Back) – 3:46
7. 19th Nervous Breakdown – 3:56
8. Heart of Stone – 2:50
9. Get Off of My Cloud – 2:55
10. Not Fade Away – 1:48 (Holly, Petty)
11. Good Times, Bad Times – 2:31
12. Play with Fire – 2:13

### Versione UK
- Tutte le canzoni sono di Jagger/Richards, eccetto dove indicato.

1. Have You Seen Your Mother, Baby, Standing in the Shadow? – 2:34
2. Paint It, Black – 3:45
3. It's All Over Now – 3:27 (Bobby Womack/Shirley Jean Womack)
4. The Last Time – 3:40
5. Heart of Stone – 2:46
6. Not Fade Away – 1:48 (Buddy Holly/Norman Petty)
7. Come On – 1:49 (Chuck Berry)
8. (I Can't Get No) Satisfaction – 3:43
9. Get Off of My Cloud – 2:55
10. As Tears Go By – 2:45 (Mick Jagger/Keith Richard/Andrew Loog Oldham)
11. 19th Nervous Breakdown – 3:57
12. Lady Jane – 3:08
13. Time Is on My Side – 2:53 (Norman Meade)
14. Little Red Rooster – 3:05 (Willie Dixon)

## Formazione
- Mick Jagger - voce
- Keith Richards - chitarra
- Brian Jones - chitarra, sitar, dulcimer
- Bill Wyman - basso
- Charlie Watts - batteria